# Inkisi
Inkisi este un oraș în  provincia Bas-Congo, Republica Democrată Congo. În 2012 avea o populație de 81 303 de locuitori, iar în 2004 avea 66 607.